# New Work Harbour

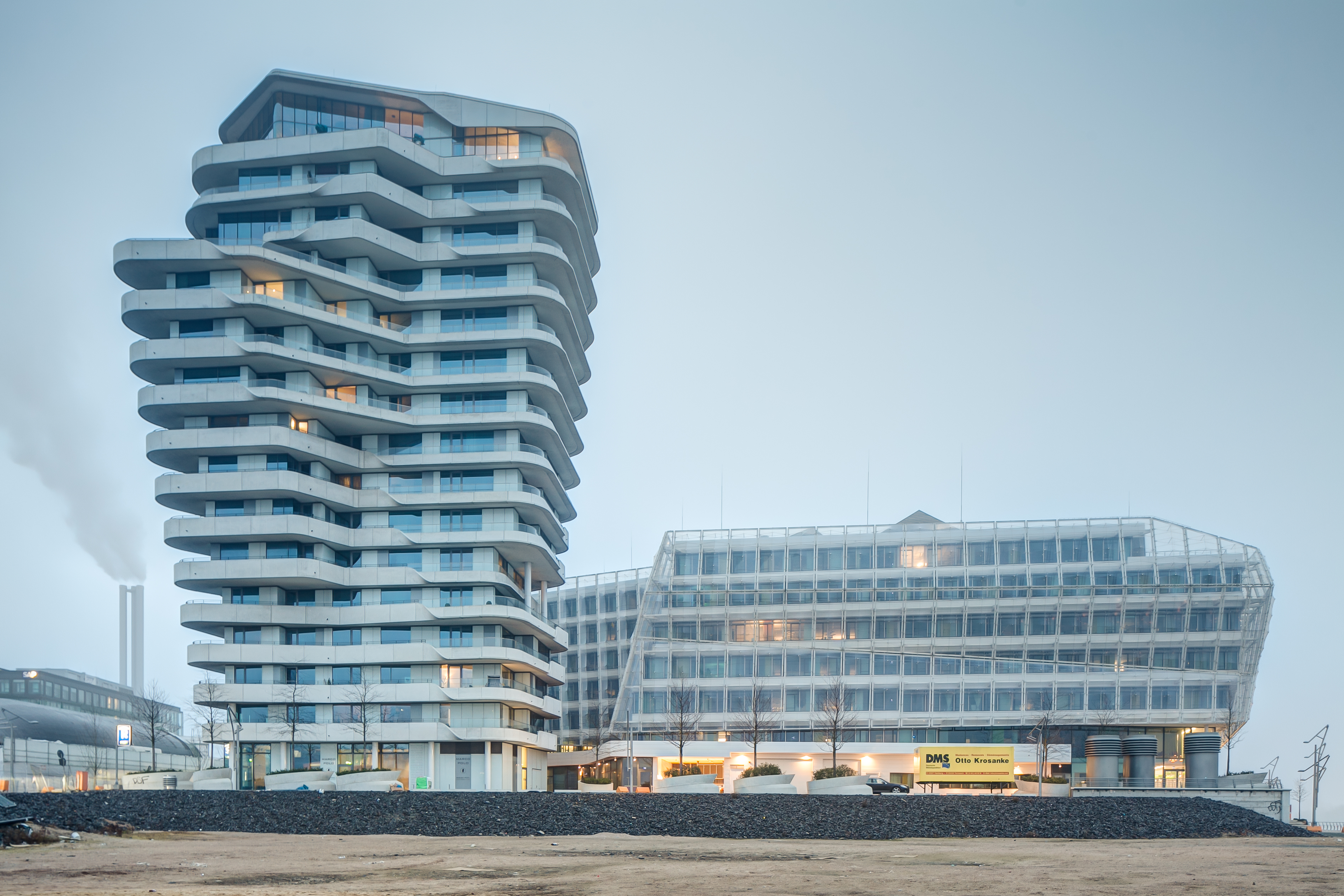
Unilever-Haus neben dem Marco-Polo-Tower (links, 2013)

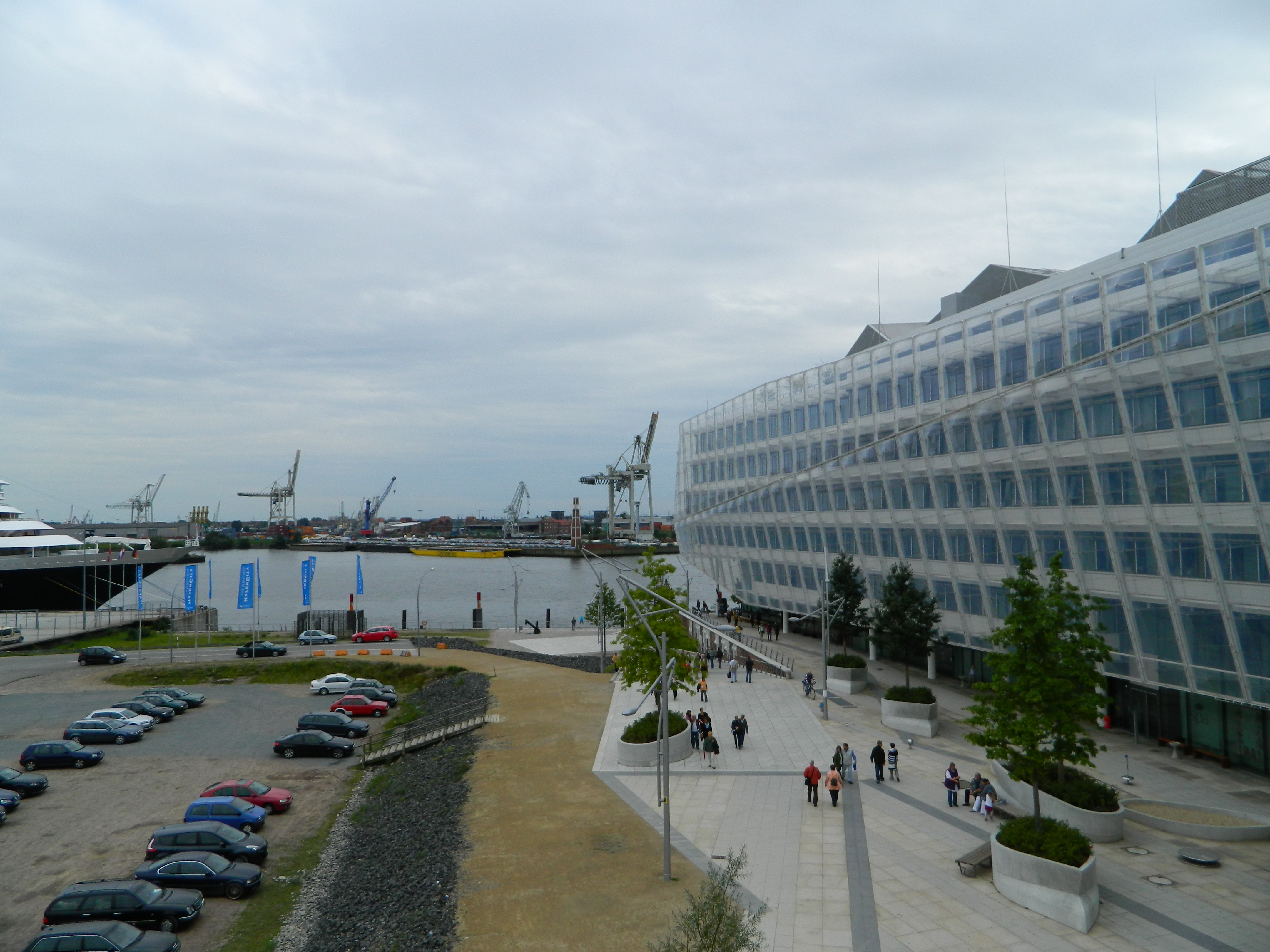
Östliche Fassade des Unilever-Hauses, 2011, links schließt sich das provisorische Gelände des Kreuzfahrtterminals an.

Der New Work Harbour (vormals Unilever-Haus) war zwischen 2009 und 2020 der Konzernsitz von Unilever Deutschland in der Hamburger HafenCity. Der ehemalige Name wurde von der alten Firmenzentrale am Valentinskamp in der Neustadt, die man zum Emporio-Hochhaus umbaute, übertragen. Seit dem Einzug der New Work SE heißt das Gebäude derzeit New Work Harbour.

## Bau
Das Gebäude, das zwischen 2007 und 2009 nach den Entwürfen der Behnisch Architekten als eines der ersten im Quartier Strandkai errichtet wurde, liegt direkt an der Norderelbe, westlich des Hamburg Cruise Center HafenCity, und bildet ein Ensemble mit dem ebenfalls auf die Behnisch Architekten zurückgehenden Marco-Polo-Tower. Es gilt als innovativer Bürobau unter Berücksichtigung von Grundsätzen einer nachhaltigen Architektur und ist über sechs Ebenen um ein glasüberdachtes Atrium errichtet. Die gläserne Fassade wird von einer Hülle aus ETFE-Folien verstärkt und soll die Bürobereiche vor Sonne und Windbelastung schützen. Das futuristisch anmutende Äußere wird auch als „überdimensioniertes Luftkissen“ beschrieben. Das Erdgeschoss ist als öffentlich zugänglicher Raum konzipiert, in dem sich Läden und ein Café befinden.
Besitzer und Vermieter des Bürohauses ist der Vermögensverwalter und Fondsanbieter DWS.

## Mieter- und Eigentümerwechsel
Nachdem Unilever 2019 seinen Sitz in der HafenCity aufgab, wurde die Muttergesellschaft des Karrierenetzwerks Xing, New Work SE, neuer Mieter. Die Innenräume des Gebäudes wurden neu gestaltet und im September 2021 als sogenannter New Work Harbour ohne Einzelbüros bezogen.
Ende 2023 wurde bekannt, dass die Hamburg Port Authority (HPA) das Gebäude für 157 Millionen Euro vom bisherigen Eigentümer erworben hat und nach dem Auszug von New Work zum Jahresende 2025 selbst nutzen will. Bisher sind die 1.100 HPA-Mitarbeiter auf fünf Standorte verteilt.

## Auszeichnungen
Der Bau erhielt mehrere Auszeichnungen, unter anderem den World Architecture Festival Award 2009 als bestes Bürogebäude, den dritten Platz des Prime Property Award 2010 und den Hamburger Architektur Preis 2010.

## Belege
1. ↑  Unilever-Gebäude in der HafenCity eröffnet. In: hafencity.com. 2009, archiviert vom Original (nicht mehr online verfügbar) am 3. Januar 2010; abgerufen am 28. August 2023.
2. ↑  Unilever-Haus. In: hamburg.de. Abgerufen am 28. August 2023.
3. ↑  Heiner Schmidt:  HafenCity: Unilever zieht aus, Xing zieht ein. In: Hamburger Abendblatt. 22. März 2019, abgerufen am 28. August 2023.
4. ↑  New Work SE eröffnet am 16. September neues Headquarter in Hamburg. In: new-work.se. 23. August 2021, abgerufen am 28. August 2023.
5. ↑  HPA kauft ehemaliges Unilever-Haus in der Hafencity. In: NDR.de. 8. Dezember 2023, abgerufen am 9. Dezember 2023.

Koordinaten: 53° 32′ 20,7″ N, 9° 59′ 36,2″ O